# Fabian Windhager
Fabian Windhager (* 7. September 2001) ist ein österreichischer Fußballspieler.

## Karriere

### Verein
Windhager begann seine Karriere beim ATSV Mattighofen. 2011 kam er in die Jugend des FC Red Bull Salzburg, bei dem er später auch in der Akademie spielte. 2017 spielte er erstmals für die U-18-Mannschaft der Salzburger.
Im Mai 2018 kam er für das Farmteam der „Bullen“, den FC Liefering, erstmals in der zweiten Liga zum Einsatz, als er am 34. Spieltag der Saison 2017/18 gegen den FC Wacker Innsbruck in der Startelf stand und in der 76. Minute durch Bojan Lugonja ersetzt wurde.
Zur Saison 2020/21 wechselte er auf Kooperationsbasis zum Regionalligisten USK Anif. Während der Kooperation kam er zu neun Einsätzen für Anif in der Salzburger Regionalliga, zudem spielte er zweimal für seinen Stammverein Liefering. Nach der Saison 2020/21 verließ er die Salzburger und wechselte zum Ligakonkurrenten FC Blau-Weiß Linz, bei dem er einen bis Juni 2022 laufenden Vertrag erhielt. In seiner ersten Spielzeit in Linz kam er zu 25 Zweitligaeinsätzen. In der Saison 2022/23 machte er 24 Spiele und stieg mit dem Team zu Saisonende in die Bundesliga auf.
Im Oberhaus spielte er aber keine Rolle mehr und kam in der Saison 2023/24 nur viermal zum Zug. Nach der Saison 2023/24 verließ er Blau-Weiß daraufhin. Zur Saison 2024/25 wechselte er im Anschluss zum Regionalligisten SV Austria Salzburg. Für Austria Salzburg absolvierte er 18 Spiele in der Westliga. Mit den Salzburgern stieg er zu Saisonende als Meister in die 2. Liga auf.

### Nationalmannschaft
Windhager spielte im Februar 2016 erstmals für eine österreichische Jugendnationalauswahl. Im März 2020 debütierte er gegen Slowenien für die U-19-Mannschaft.